# ويليام مارتن (متسابق يخت)
ويليام مارتن (بالفرنسية: William Martin)‏ هو متسابق يخت فرنسي، ولد في 25 أكتوبر 1828 في روان في فرنسا، وتوفي في 25 فبراير 1905 في باريس في فرنسا.

## وصلات خارجية
- تشارلز مارتن على موقع الاتحاد الدولي للملاحة الشراعية (موقع جديد) (الإنجليزية)
- تشارلز مارتن على موقع أوليمبيديا (الإنجليزية)